# Andrea Toso
Andrea Toso (...) è un ex cestista italiano.

## Carriera
È stato il miglior marcatore della massima serie nel 1962-63, segnando 628 punti con la Pallacanestro Treviso.